# RTVE
Corporación de Radio y Televisión Española (šp. Španjolska radiotelevizija, pokrata RTVE), španjolska javna televizija i najveća televizijska kuća i pružatelj radiodifuzijskih sadržaja u Španjolskoj. Članica je Europske radiodifuzijske unije i Međunarodne federacije televizijskih arhiva. U svojoj je povijesti u više navrata prolazila kroz restrukturiranja i izmjene djelokruga, a smatra se kako povijest RTVE—a počinje prvim odašiljanjima Španjolskog nacionalnog radija 1937. u Salamanci.

## Vanjske poveznice
- Službene mrežne stranice